# Tulwitz
Tulwitz var en kommun i distriktet Graz-Umgebung i förbundslandet Steiermark i Österrike. Den blev den 1 januari 2015 en del av kommunen Fladnitz an der Teichalm i distriktet Weiz.
Kommunen bestod av två orter (Ortschaften) (inom parentes invånarantal 1 januari 2024):
- Tulwitzdorf (257)
- Tulwitzviertl (234)